# Уэдраого, Алассан
Алассан Уэдраого (фр. Alassane Ouédraogo; род. 7 сентября 1980[…], Boussouma, Северо-Центральная область) — буркинийский футболист, полузащитник. Выступал за сборную Буркина-Фасо.

## Биография

### Клубная карьера
Воспитанник буркинийского клуба «Сантос». В 1997 году переехал в Европу, подписав контракт с бельгийским клубом «Шарлеруа». В его составе сыграл 55 матчей и забил 6 голов в высшем дивизионе Бельгии. После трёх сезонов в Бельгии, перешёл в немецкий «Кёльн», но выступал в основном за фарм-клуб «Кёльна» в четвёртой и третьей лигах Германии. Стал чемпионом Оберлиги Северного Рейна (D4) в сезоне 2000/01. К матчам основной команды привлекался нерегулярно. Сыграл один матч в немецкой Бундеслиге в концовке сезона 2000/01 и два матча в первых двух турах сезона 2001/02. Также провёл один матч в Кубке Германии. В сезонах 2003/04 и 2004/05 выступал во второй Бундеслиге за клуб «Рот-Вайсс» Оберхаузен. Летом 2005 года перешёл в клуб третьего дивизиона «Кобленц», но спустя сезон вышел с командой во вторую лигу. При этом, в составе «Кобленца» Уэдраого получал мало игрового времени, а в сезоне 2006/07 сыграл за команду лишь один матч. Покинул «Кобленц» по окончании сезона 2008/09 и, после небольшого перерыва, присоединился к клубу Региональной лиги «Рот-Вайсс» Эссен зимой 2010 года. Летом того же года перешёл в команду из Оберлиги «Фортуна» Кёльн, но спустя сезон «Фортуна» перешла в Региональную лигу. С 2012 по 2018 год выступал за «Виргес» и «Шпельдорф» в пятой и шестой немецких лигах. Вместе с «Виргесом» был победителем Рейнландлиги (D6) в сезоне 2013/14.

### Карьера в сборной
Вместе со сборной Буркина-Фасо дошёл до полуфинала Кубка африканских наций 1998. Отметился голом в матче за 3-е место со сборной ДР Конго (4:4, 1:4 пен.), который завершился поражением Буркина-Фасо в серии пенальти. Также участвовал в розыгрышах КАН 2000 и 2002 года, но на обоих турнирах сборная занимала последнее место в группе. Последний матч за Буркина-Фасо провёл в 2007 году.

## Личная жизнь
Младший брат — Иссьяка (р. 1988), в прошлом также играл за сборную Буркина-Фасо.
Сын Алассана — Ассан (р. 2006), чемпион мира среди юношей до 17 лет в составе сборной Германии.